# Calto
Calto (Calto in veneto, Calt in dialetto ferrarese) è un comune italiano di 691 abitanti, situato nella parte altopolesana della provincia di Rovigo in Veneto.

## Origini del nome
L'ipotesi etimologica più accreditata è quella di accostare il nome "Calto", al termine toponomastico di Κάιτό che in lingua leponzia (lingua parlata da popolazioni transalpine intorno al 400 a.C.), significherebbe "rifugio", "presidio", "difesa"…, l'equivalente del latino arx, località che ricorda una battaglia, o semplicemente rocca, dal gallico catus, nome comunissimo nella toponomastica celtica. I primi insediamenti urbani che poi avrebbero dato origine alla località sono riconducibili ai polesini, dossi affioranti dalle grandi paludi che caratterizzavano la zona. In alcuni documenti risalenti all'XI secolo il territorio è citato come Cadalto o Cavalto. Ciò è avvalorato anche dalla voce dialettale calto, la quale nella zona dei Colli Euganei, in provincia di Padova, è sinonimo di ruscello, fosso scavato.

## Storia
Non ci sono fonti documentali specifiche, ma è sostenibile l'idea che nel territorio di Calto ci siano state infiltrazione longobarde fin dal VII secolo d.C. Il fatto è testimoniato da toponimi come "Malborghetto, Volte, bindoli..." e dall'associazione della località Calto, al termine arimanna, parola longobarda con cui indicavano sia gli abitanti liberi e dediti alle armi, che limite di confine. I Longobardi, infatti con Astolfo, dopo aver conquistato Padova, Monselice, Brescello e Mantova, nel 751 si impossessarono con altre terre dell'Esarcato anche di territori ferraresi, allora non ancora sui principali nodi viari e fluviali separati dal Po di Venezia (Liber Pontificalis, Codex Carolinus). Quindi già nel 754 Calto era un borgo consolidato con importanza territoriale strategica, citato nell'inventario della Promissio Carisiaca di Quierzy, con la quale Pipino il Breve, re dei Franchi, prometteva a papa Stefano II la restituzione dei territori dell'Esarcato. Nel 757 furono inglobati nella "Res Pubblica Romana".
Verso la fine del primo millennio dell'era cristiana era iniziata con Sigfredo e Adalberto Atto l'infiltrazione canossiana che continuò poi con Matilde. La strategia consisteva nel costruire Castelli o fondare monasteri collegati a Cluny e quindi alla famiglia canossiana, sui principali nodi viari e fluviali. Sul territorio di Calto, percorso da una strada che collegava il fiume Po con il monastero benedettino della Vangadizza (Badia Polesine) fu costruito, in località Frattina un piccolo monastero definito dai documenti "Schola" (il fabbricato fu distrutto nel 1945 da una bomba alleata).
Nel 1122 l'arcivescovo di Ravenna Gualtiero scorporò dai vasti territori su cui godeva i privilegi, compresi tra Po e Tartaro, una cospicua superficie comprendente Calto e Valiano (località attorno cui sorgerà Salara) e ne fece investitura alla "vedova di Sichelmo, Imizia, e al di lei figlio Cassotto". Alla morte di questi, che non ebbe eredi, i territori ritornarono al vescovo di Ferrara Landolfo, che li governò per 23 anni. Dal 1153 tutti i possedimenti passarono ai Canonici Lateranensi Agostiniani di San Frediano di Lucca che costruirono in località Valiano una chiesa dedicata alla Santa Croce, ed ebbero la reggenza della chiesa di Calto per circa un secolo.
Azzone VII, marchese di Ferrara, con le buone maniere, altri dicono con la forza, aveva fatto di Calto una sua personale sede militare, togliendola ai frati del convento della Croce di Salara. Il fatto è documentato da una "concordia" stipulata nel 1252, il cui testo era conservato gelosamente dal conte forlivese Brandolini de Brandolini, (lo attesta il Muratori). Così Calto divenne sede di frontiera, di dogana e di normale dislocazione per guarnigioni delle truppe estensi.
Nel luglio 2011 il paese è stato colpito anche da due scosse di terremoto di magnitudo 3.2 e 4.7 che hanno portato significativi danni negli edifici anche se senza seri danni strutturali. Il 20 maggio 2012 un terremoto di magnitudo 5.9 ha danneggiato gravemente la chiesa parrocchiale, infatti una parte del tetto è caduta e la facciata minacciava di cadere. I vigili del fuoco hanno portato la messa in sicurezza. Dal 2016, dopo adeguati restauri, la chiesa parrocchiale è di nuovo agibile.
Nel 2013 è stata costruita ex novo una sala comunitaria "San Rocco", donata dalla Caritas ora utilizzata anche per le celebrazioni liturgiche.

### Simboli
Il gonfalone è un drappo rettangolare partito di bianco e di rosso, riccamente ornato di ricami d'argento e caricato dello stemma sopra descritto.

## Monumenti e luoghi d'interesse

### Architetture religiose
Chiesa parrocchiale di San Rocco
Le notizie di una chiesa sul territorio di Calto, sono molto lontane nel tempo. Abbiamo tradizione dell'esistenza di un primo oratorio dedicato a San Tommaso apostolo, fin dal 750 d.C. in seguito dedicato a Santo Stefano. Forse era ubicato nel primitivo centro storico del paese, risalente all'insediamento longobardo, poi inghiottito dal Po oggi in piena area golenale. Dobbiamo giungere al 1189 per avere la certezza dell'esistenza di una chiesa in Cadalto, nome latinizzato di Calto, dipendente dall'esarcato di Ravenna, e della diocesi di Ferrara. L'oratorio è orientato a levante, verso Costantinopoli. La bolla del Papa Clemente III, non ci dice a chi fosse dedicata, ma ci dice che aveva annesso un Hospitale, ossia un ospizio per ospitare i pellegrini di passaggio verso Roma o verso la Terra Santa.
Poi la storia ufficiale tace. Finalmente una lettera pastorale del beato Giovanni Tavelli, datata 1434, parla di Chadalto con una sua chiesa alle dipendenze di quella di Ceneselli. È dedicata alla Madonna Assunta ed è rivolta a ponente: sul davanti c'è il cimitero. Nel 1437 un rovinoso sisma, con epicentro a Ferrara, causa molti danni alla chiesa. L'edificio rimane fatiscente a lungo, tanto che nel 1574 un altro vescovo della diocesi di Ferrara Giovanni Maremonti lo descrive molto povero, con muri scrostati, pavimenti divelti, ed il campanile scapitozzato. Dobbiamo giungere al 1591 per avere notizia dell'ultimazione di un nuovo oratorio, orientato ad occidente. La notizia ci è tramandata dal Vescovo Giovanni Fontana della diocesi di Ferrara. I caltesi nel frattempo si sono dimostrati molto attivi ed autonomi e così nel 1596 Calto diviene sede di una parrocchia indipendente. Nel 1599 lo stesso Vescovo Giovanni Fontana, dopo aver nominato il primo rettore della parrocchia, don Ippolito Zapponi, dedica solennemente la chiesa a San Rocco.
Nel 1630 anche Calto viene colpito dalla peste che miete oltre 70 vittime. L'epidemia si placa verso la metà di agosto e i Caltesi allora fanno voto, per grazia ricevuta, a San Rocco di costruirgli una chiesa rinnovata e più grande. I lavori iniziano intorno al 1690. Ancora una volta i Caltesi si prodigano con grande generosità. La tradizione ci racconta che viene formata una lunga catena umana, dalla "piarda" sul Po, dove giungevano barconi carichi di materiali, fino alla piazza. Con un passamano fanno arrivare sul cantiere i mattoni. Il progetto, eseguito e diretto da Angelo Santini, prevede la nuova costruzione del coro e del presbiterio, la formazione all'interno del cornicione, l'avanzamento di una campata verso sud con la formazione della nuova facciata, in perfetto stile del '600 ferrarese. In modo simmetrico vengono poste nelle nicchie quattro statue, opera dei fratelli Bonazza: la Madonna, San Giuseppe, San Rocco e San Francesco, (distrutto da una bomba nel 1945, sostituito con una recente statua di San Marco Evangelista del Maestro Vico Basaglia, Caltese). Tra il 24 e il 25 aprile 1945, l'artiglieria alleata bombarda a tappeto la piazza e la navata occidentale viene completamente ridotta in macerie, altre parti dell'interno risultano inagibile. La chiesa viene chiusa al culto e le celebrazioni liturgiche vengono officiate in una casa privata. Intanto Don Guido Monesi, rettore della parrocchia, lancia un appello ai Caltesi, che rispondono con grande generosità e nella Pasqua del 1946 i fedeli possono assistere alle celebrazioni pasquali nella loro chiesa. Il 20 maggio 2012, alle ore 4.05 una forte scossa di terremoto fa crollare parte del tetto, danneggia internamente tutto l'edificio e lo rende inagibile. Nel 2016 la chiesa, dopo essere stata ristrutturata, tornata agibile.

### Architetture civili
- Palazzo Riminaldi: costruito nel XIX secolo ed ora sede municipale.
- Villa Fioravanti Roveri: edificata nel XVII secolo, di architettura ferrarese con un corpo centrale affiancato lateralmente da due torri simmetriche che terminano con due pinnacoli.

## Società

### Evoluzione demografica
Abitanti censiti

## Amministrazione
| Periodo | Periodo   | Primo cittadino    | Partito                        | Carica  | Note |
| ------- | --------- | ------------------ | ------------------------------ | ------- | ---- |
| 1995    | 1999      | Adriano Bolognini  | Lista Civica                   | Sindaco |      |
| 1999    | 2004      | Adriano Bolognini  | Lista Civica                   | Sindaco |      |
| 2004    | 2009      | Mauro Arrivabeni   | Lista Civica (Centro-destra)   | Sindaco |      |
| 2009    | 2014      | Mauro Arrivabeni   | Lista Civica (Centro-destra)   | Sindaco |      |
| 2014    | 2019      | Michele Fioravanti | Lista Civica (Calto Nel Cuore) | Sindaco |      |
| 2019    | 2024      | Michele Fioravanti | Lista Civica (Calto Nel Cuore) | Sindaco |      |
| 2024    | in carica | Nico Manfredi      | Lista Civica (Calto Vive)      | Sindaco |      |